# 卡舒埃拉多拉达 (戈亚斯州)
卡舒埃拉多拉达（葡萄牙語：Cachoeira Dourada）是巴西戈亚斯州的一个市镇。总面积521.13平方公里，总人口8542人，人口密度16.4人/平方公里。